# Верхний Агашул
Верхний Агашул — упразднённая деревня в Саянском районе Красноярского края. Входила в состав Унерского сельсовета. Упразднена в 2021 г.

## История
Основана в 1895 году. В 1926 году состояла из 68 хозяйств, основное население — русские. В составе Нижне-Агашульского сельсовета Агинского района Канского округа Сибирского края.

## Население
| 1926 | 2010 |
| ---- | ---- |
| 379  | ↘0   |